# 1-800-273-8255 (bài hát)
"1-800-273-8255" là một bài hát của rapper người Mỹ Logic. Bài hát được phát hành ngày 28 tháng 4 năm 2017 thông qua hãng đĩa Visionary Music Group và Def Jam Recordings, là đĩa đơn thứ ba từ album phòng thu thứ ba của anh Everybody. Tên bài hát cũng là số điện thoại của Đường dây Ngăn chặn Tự tử Quốc gia (Mỹ). Được sản xuất bởi Logic 6ix, bài hát có sự góp giọng từ ca sĩ-nhạc sĩ Alessia Cara và Khalid. Bài hát được sáng tác bởi cả ba nghệ sĩ này, cùng với 6ix và Drew Taggart, một thành viên của nhóm nhạc The Chainsmokers. "1-800-273-8255" đã được đề cử cho giải Bài hát của năm tại Giải Grammy lần thứ 60.

## Bối cảnh
Trong một cuộc phỏng vấn với Genius, Logic nói:
"Đoạn hook và lời chính đầu tiên là từ cái nhìn của một ai đó đang gọi tới đường dây và họ muốn tự sát. Họ muốn tự giết mình. Họ muốn kết liễu đời mình. Khi đó tôi nhảy lên chiếc xe buýt lưu diễn chạy bắt đầu từ Los Angeles, California tới Thành phố New York và có một buổi gặp gỡ fan, tại đó tôi tới nhà của họ và cùng ăn với họ, đi chơi với họ, chơi cho họ album của tôi trước cả khi ra mắt. Họ cùng với những người khác cùng lưu diễn, chỉ là những fan mà tôi ngẫu nhiên gặp, họ nói những điều như là: "Âm nhạc của anh đã cứu sống tôi. Anh đã cứu sống tôi." Và tôi luôn nói rằng: "Ồ tốt quá. Cảm ơn." Và rồi tôi ôm họ rồi các thứ nhưng trong đầu tôi nghĩ "Cái quái gì vậy?" Và họ thật sự nghiêm túc. Họ còn xăm các thứ lên tay mình như kiểu bài hát đã cứu sống họ và trong đầu tôi nghĩ rằng: "Mình còn chưa hề cố cứu sống ai cả." Rồi nó đến với tôi, cái sức mạnh mà tôi - một người nghệ sĩ với giọng ca của mình - đang nắm giữ. Tôi còn chưa hề cố cứu sống họ. Vậy điều gì sẽ xảy ra nếu tôi thực sự làm như vậy?"

## Video âm nhạc
Video âm nhạc của bài hát được đăng tải ngày 17 tháng 8 năm 2017 trên kênh Vevo trên YouTube của Logic. Video được đạo diễn bởi Andy Hines. Nội dung của video tập trung vào một chàng trai trẻ đang đấu tranh với việc chấp nhận thiên hướng tình dục của mình. Video có sự xuất hiện của các khách mời như Coy Stewart, Nolan Gould, Don Cheadle, Luis Guzmán và Matthew Modine.

## Thành công thương mại
"1-800-273-8255" khởi đầu tại vị trí thứ 61 trên bảng xếp hạng Billboard Hot 100 và thứ 67 trên bảng xếp hạng Canadian Hot 100 ngày 20 tháng 5 năm 2017. Sau khi phát hành album, vị trí xếp hạng lần lượt leo lên vị trí thứ 47 và 40. Vào ngày 25 tháng 9 năm 2017, đĩa đơn được chứng nhận bội bạch kim bởi Hiệp hội Công nghiệp ghi âm Hoa Kỳ (RIAA) với tổng doanh số bán ra và lượt nghe trực tuyến tương ứng với hơn 2 triệu bản tại Hoa Kỳ. Sau màn biểu diễn tại lễ trao giải Video âm nhạc của MTV năm 2017, bài hát nhảy vọt lên vị trí thứ 9, trở thành đĩa đơn top 10 đầu tiên của cả Logic và Khalid, và thứ tư của Alessia Cara. Bài hát sau đó đạt vào top 3 của bảng xếp hạng Billboard Hot 100, trở thành đĩa đơn có xếp hạng cao nhất của cả ba nghệ sĩ; bài hát cũng đạt được nhiều thành công qua sóng radio, đặc biệt là các đài pop radio, đạt tới vị trí thứ ba trên bảng xếp hạng Mainstream Top 40.

## Ảnh hưởng
Theo Đường dây Ngăn chặn Tự tử Quốc gia (NSPL), trong vòng ba tuần sau khi phát hành bài hát, lượt gọi tới tổng đài NSPL tăng tới 27%, lượt ghé thăm vào trang web của họ tăng từ 300.000 tới 400.000 trong những tháng tiếp theo.
Giám đốc Truyền thông của Đường dây là ông Frances Gonzalez cho biết, sau đêm trao giải Video âm nhạc của MTV năm 2017, số cuộc gọi tới NSPL đã tăng tới 50%. Điều này được cho là nhờ có màn biểu diễn bài hát của Logic, Cara, và Khalid trong chương trình cũng như bài phát biểu của ca sĩ và nhà hoạt động Kesha, người được giao trọng trách giới thiệu các nghệ sĩ biểu diễn.

## Remix
Một bản remix tiếng Tây Ban Nha với sự góp mặt của ca sĩ người Colombia Juanes được phát hành ngày 13 tháng 10 năm 2017.

## Xếp hạng
| Bảng xếp hạng (2017)                            | Vị trí cao nhất |
| ----------------------------------------------- | --------------- |
| Úc (ARIA)                                       | 5               |
| Úc Urban (ARIA)                                 | 1               |
| Áo (Ö3 Austria Top 40)                          | 42              |
| Bỉ (Ultratop 50 Flanders)                       | 36              |
| Bỉ Urban (Ultratop Flanders)                    | 8               |
| Bỉ (Ultratop 50 Wallonia)                       | 17              |
| Canada (Canadian Hot 100)                       | 6               |
| Cộng hòa Séc (Singles Digitál Top 100)          | 17              |
| Đan Mạch (Tracklisten)                          | 2               |
| Phần Lan (Suomen virallinen lista)              | 15              |
| Pháp (SNEP)                                     | 99              |
| Trường songid là BẮT BUỘC CHO BẢNG XẾP HẠNG ĐỨC | 45              |
| Hungary (Stream Top 40)                         | 26              |
| Ireland (IRMA)                                  | 9               |
| Ý (FIMI)                                        | 65              |
| Latvia (Latvijas Top 40)                        | 36              |
| Malaysia (RIM)                                  | 19              |
| Hà Lan (Dutch Top 40)                           | 23              |
| Hà Lan (Single Top 100)                         | 23              |
| New Zealand (Recorded Music NZ)                 | 6               |
| Na Uy (VG-lista)                                | 8               |
| Philippines (Philippine Hot 100)                | 47              |
| Bồ Đào Nha (AFP)                                | 6               |
| Scotland (OCC)                                  | 20              |
| Slovakia (Singles Digitál Top 100)              | 20              |
| Tây Ban Nha (PROMUSICAE)                        | 93              |
| Thụy Điển (Sverigetopplistan)                   | 4               |
| Thụy Sĩ (Schweizer Hitparade)                   | 50              |
| Anh Quốc (OCC)                                  | 9               |
| Hoa Kỳ Billboard Hot 100                        | 3               |
| Hoa Kỳ Adult Contemporary (Billboard)           | 26              |
| Hoa Kỳ Adult Pop Airplay (Billboard)            | 22              |
| Hoa Kỳ Hot R&B/Hip-Hop Songs (Billboard)        | 2               |
| Hoa Kỳ Pop Airplay (Billboard)                  | 3               |
| Hoa Kỳ Rhythmic (Billboard)                     | 3               |

| Bảng xếp hạng (2017)                       | Vị trí |
| ------------------------------------------ | ------ |
| Úc (ARIA)                                  | 35     |
| Canada (Canadian Hot 100)                  | 47     |
| Đan Mạch (Tracklisten)                     | 29     |
| New Zealand (Recorded Music NZ)            | 35     |
| Thụy Điển (Sverigetopplistan)              | 43     |
| Đĩa đơn Anh Quốc (Official Charts Company) | 84     |
| Hoa Kỳ Billboard Hot 100                   | 31     |

## Chứng nhận
| Quốc gia | Chứng nhận  | Số đơn vị/doanh số chứng nhận |
| --- | ----------- | ----------------------------- |
| Úc (ARIA) | 2× Bạch kim | 140.000‡                      |
| Bỉ (BEA) | Vàng        | 0‡                            |
| Canada (Music Canada) | 2× Bạch kim | 0‡                            |
| Đan Mạch (IFPI Đan Mạch) | Bạch kim    | 90.000‡                       |
| Pháp (SNEP) | Vàng        | 75,000‡                       |
| Ý (FIMI) | Vàng        | 25.000‡                       |
| New Zealand (RMNZ) | Bạch kim    | 30.000‡                       |
| Anh Quốc (BPI) | Vàng        | 400.000‡                      |
| Hoa Kỳ (RIAA) | 3× Bạch kim | 3.000.000‡                    |
| * Chứng nhận dựa theo doanh số tiêu thụ. ^ Chứng nhận dựa theo doanh số nhập hàng. ‡ Chứng nhận dựa theo doanh số tiêu thụ và phát trực tuyến. |             |                               |